# Спас Шумков
Спас Иванов Шумков е виден български публицист и общественик от Македония.

## Биография
Роден е в семейството на изтъкнатия български общественик Иван Шумков. Брат на Спас е общественика Станислав Шумков. Занимава се с революционна дейност и поддържа връзка с Гоце Делчев. Емигрира в САЩ, където се занимава с журналистическа дейност. Спас е сред издателите на вестник „Борба“, започнал да излиза в 1902 година и който е органът на първото официално регистрирано българско емигрантско сдружение в САЩ, българо-македонското дружество „Васил Левски“, което е част от Върховния македонски комитет Спас е част от редакторската колегия на вестник „Македония“ (1907 – 1910). Редактор е и на вестниците „Български новини“ (1903 – 1904) и „Български новини“ (1905 – 1908). Заедно с брат си Станислав, Спас Шумков е сред най-видните български интелектуалци от емиграцията в САЩ за времето си.
След позив на Шумков от началото на 1906 година, публикуван във вестник „Борба“, се създава Македоно-одринската българска народна организация.